# Nina Bártů
Nina Bártů, rozená Anna Bártů, provdaná Kašková (3. dubna 1904, Protivín – 14. listopadu 1992, Praha) byla česká herečka.

## Studium
Studovala na pražské konzervatoři (Pozn.1) a hrála se spolužáky v pražské Legii malých, pod hlavičkou Scény adeptů (Miloslav Jareš, František Salzer, Václav Trégl, J. Schettina, Jarmila Horáková, Bohuš Záhorský, Ladislav Boháč, E. Hráská, Jiří Vasmut, Otto Rádl aj.).
Dne 15. května 1923 vystoupila v Měšťanské besedě v Praze v první autorské hře Jiřího Frejky Kitharion, uváděné Volným sdružením studentů dramatické konzervatoře pražské, hrajícího s laskavým svolením rektorátu. Ve hře vystoupili také žáci konzervatoře Václav Trégl, František Salzer, bratří Rádlové, Ella Posnerová a další.. Tato Frejkova skupina, kde byli dále Miloslav Jareš, Miroslava Holzbachová, Světla Svozilová, Lola Skrbková, Iša Krejčí, František Vnouček, Vlasta Petrovičová, Stanislav Neumann, Josef Gruss, A. Heythum aj. se podle svědectví Otto Rádla v časopise Přítomnost z roku 1935 přejmenovala v roce 1925 na Osvobozené divadlo.

## Divadelní angažmá
V roce 1929 nastoupila do divadla Vojty Mertena spolu s dalšími herci (Ferenc Futurista, Jára Kohout, Václav Trégl, František Filipovský, Josef Gruss aj.). Mertenovo divadlo hrálo na Václavském divadle v Rokoku, od října 1929 po dohodě s Josefem Hášou v sále Osvobozeného divadla.
Od roku 1929 již hrála v pražském Osvobozeném divadle. a vystupovala zde až do roku 1933. Následně byla členkou souboru Jihočeského národního divadla.
V letech 1935–1947 byla členkou souboru Městského divadla v Plzni.
V období 1947–1949 byla v angažmá ve Státním divadle v Brně.
V letech 1951–1954 byla členkou souboru Městských divadel pražských., rovněž v letech 1956–1961.
Jako herečka prošla krátce rovněž dalšími českými divadly – Východočeské divadlo v Pardubicích, Krajské oblastní divadlo Varnsdorf.
V letech 1961–1971 hrála v Horáckém divadle v Jihlavě.

## Další činnosti
Vystoupila v menších rolích v 7 poválečných filmech. Příležitostně také spolupracovala s rozhlasem, dabingem a televizí.

## Rodina
Její starší sestra Marie (1902–1960), provd. Loukotová byla operní a operetní pěvkyně.

## Citát
| „            | Nina Bártů, Nina Bártů...ta byla moc krásná. Já si pamatuju, že tady na tváři měla pod očima takový chloupky, jako mají broskve. Takový, že když na ni šlo světlo, takzvaný kontralicht, tak to byla jako taková malinkatá svatozář kolem ní. Měla hlubokej, medovej hlas a byla vždycky taková naivní, vždycky se všemu divila, ke všemu říkala: „Ale prosím tě,“ a taky oslovovala lidi „von“, tedy ne „ty“ nebo „vy“. Říkala „Kam šel“, místo „Kam deš“. | “ |
| — Jan Werich | |   |

## Ocenění
- 1956 Vyznamenání za vynikající práci

## Divadelní role, výběr
- 1929 V+W: Líčení se odročuje, Marie Louise, Osvobozené divadlo, režie V+W
- 1929 V+W: Fata morgana, Astrolabe, Osvobozené divadlo, režie V+W
- 1929 V+W: Premiéra Skafandr, Zasu Rafaeli, Osvobozené divadlo, režie Jindřich Honzl
- 1930 V+W: Ostrov Dynamit, Carolina, Osvobozené divadlo, režie V+W
- 1930 V+W: Sever proti Jihu, Mercedes, Osvobozené divadlo, režie V+W
- 1931 V+W: Don Juan a comp., Tereza/Isabel, Osvobozené divadlo, režie V+W
- 1932 V+W: Robin Zbojník, Johanna, Osvobozené divadlo, režie Jindřich Honzl
- 1933 V+W: Svět za mřížemi, Baby Polly, Osvobozené divadlo, režie Jindřich Honzl
- 1939 E. F. Burian: Věra Lukášová, babička, Městské divadlo Plzeň, režie Ota Ornest[14]
- 1947 Jaroslav Hilbert: Falkenštejn, Královna Kunhuta, Státní divadlo v Brně, režie Václav Renč
- 1947 F. G. Lorca: Dům doni Bernardy, Augustias, Státní divadlo v Brně, režie Milan Pásek
- 1948 Edmond Rostand: Cyrano z Bergeracu, Dueňa, Státní divadlo v Brně, režie Milan Pásek
- 1948 Alois Jirásek: M. D. Rettigová, Roubínková, Státní divadlo v Brně, režie Aleš Podhorský
- 1948 Julius Zeyer: Radúz a Mahulena, Niola, Státní divadlo v Brně, režie Ota Zítek
- 1949 Pierre-Augustin Caron de Beaumarchais: Figarova svatba, Marcelina, Státní divadlo v Brně, režie Milan Pásek
- 1950 Moliere: Bařtipán, Doriména, Státní divadlo v Brně, režie Aleš Podhorský
- 1958 Alejandro Casona: Stromy umírají vstoje, Helena, Městská divadla pražská-Komorní divadlo, režie Ota Ornest
- 1958 Dymphna Cusacková: Ráj v Tichomoří, Vití, Městská divadla pražská-Komorní divadlo, režie Miroslav Macháček
- 1960 Bertolt Brecht: Pan Pustila a jeho sluha Matti, Proboštová, Městská divadla pražská-Divadlo komedie, režie Karel Dostal j. h.
- 1961 Hella Wuolijoki: Ženy na Niskavuori, Serafina, Městská divadla pražská-Komorní divadlo, režie Václav Vydra st.

## Filmografie
- 1952 Anna proletářka, dáma z Českého srdce, režie Karel Steklý
- 1957 Padělek, paní Nováková, režie Vladimír Brodský
- 1961 Králíci ve vysoké trávě, matka poručíka Podlešáka, režie Václav Gajer
- 1969 Případ pro začínajícího kata, kojná, režie Pavel Juráček
- 1977 Jak se točí Rozmarýny, babička, režie Věra Plívová-Šimková
- 1977 Hněv, stařenka Kubešová, režie Zdeněk Brynych
- 1987 Šašek a královna, dvořan, režie Věra Chytilová

## Rozhlas
- 1953 Honoré de Balzac: Evženie Grandetová, Nanon-služka, režie Ota Ornest a Miloslav Jareš[15]

## Osobnosti kultury vzpomínají na Ninu Bártů
Václav Holzknecht
- Brzy po obou (Hermanová, Svozilová) se objevila v souboru třetí typická diva tohoto období: NINA BÁRTU. Vznosně štíhlá a plavá dívka, s dokonalými zuby a příjemným úsměvem, na jevišti neobyčejně krásná, byla předurčena svým zevnějškem i poněkud tlumeným temperamentem pro obor lyricko dramatický. Hodila se zjevem i svými vlastnostmi dokonale do divadla, které si uchovalo stále jakýsi studentský ráz, třeba se dávno přeměnilo v živnost: byla to dívčí primadona mladé scény, taková, jakou si Voskovec a Werich pro sebe mohli přáti. Na rozdíl od běžných krasavic neměla ješitné koketnosti a byla vybavena spíše malou dávkou příjemné pošetilosti. V divadle jí říkali Divíšek, protože se všemu zásadně divila.[16]

- Také Bártů podlehla touze po činoherním jevišti jako Svozilová. Když se loučila, plakala jako dítě. Tušila, že dobrovolně zakončuje nejvýznamnější úsek své divadelní dráhy?[16]